# Mikrosomales Ethanol-oxidierendes System
Als Mikrosomales Ethanol-oxidierendes System (MEOS) bezeichnet man einen von der Alkoholdehydrogenase unabhängigen Weg des Ethanolstoffwechsels in den Leberzellen.
Es wurde 1968 zum ersten Mal von Lieber und DeCarli beschrieben. Bei chronischem Alkoholkonsum wird das MEOS induziert und baut neben der ursprünglichen Alkohol-Dehydrogenase Alkohol ab. Damit ist es ein Grundmechanismus der Toleranzentwicklung gegenüber der Substanz. Die Aktivität des MEOS ist mit einer Aktivierung des Cytochrom P450 2E1 verbunden. Durch das MEOS und die von ihm induzierten Cytochrome kann auch die Verstoffwechslung anderer Substanzen vermindert oder zu toxischen Metaboliten verschoben werden. Dies erklärt zum Beispiel nachteilige Arzneimittelreaktionen von chronisch Alkoholabhängigen. Außerdem interferiert das MEOS mit dem Fettstoffwechsel der Leberzellen und wird auch als eine Ursache der Entstehung der Fettleber gesehen.